# Idaea orilochia
Idaea orilochia là một loài bướm đêm trong họ Geometridae.